# Ceryx lugens
Ceryx lugens là một loài bướm đêm thuộc phân họ Arctiinae, họ Erebidae.